# Erinnyis omorfia
Erinnyis omorfia är en fjärilsart som beskrevs av Josef Mooser 1942. Erinnyis omorfia ingår i släktet Erinnyis och familjen svärmare. Inga underarter finns listade i Catalogue of Life.